# Andalucia Tennis Experience 2009
L'Andalucia Tennis Experience 2009 è stato un torneo di tennis giocato sulla terra rossa. È stata la 1ª edizione dell'Andalucia Tennis Experience, che fa parte della categoria International nell'ambito del WTA Tour 2009. Si è giocato nelle Club de Tenis Puente Romano a Marbella in Spagna, dal 6 al 12 aprile 2009.

## Campioni

### Singolare
Jelena Janković ha battuto in finale  Carla Suárez Navarro, 6–3, 3–6, 6–3

### Doppio
Klaudia Jans-Ignacik /  Alicja Rosolska hanno battuto in finale  Anabel Medina Garrigues /  Virginia Ruano Pascual, 6–3, 6–3